# Jochen Both (General)

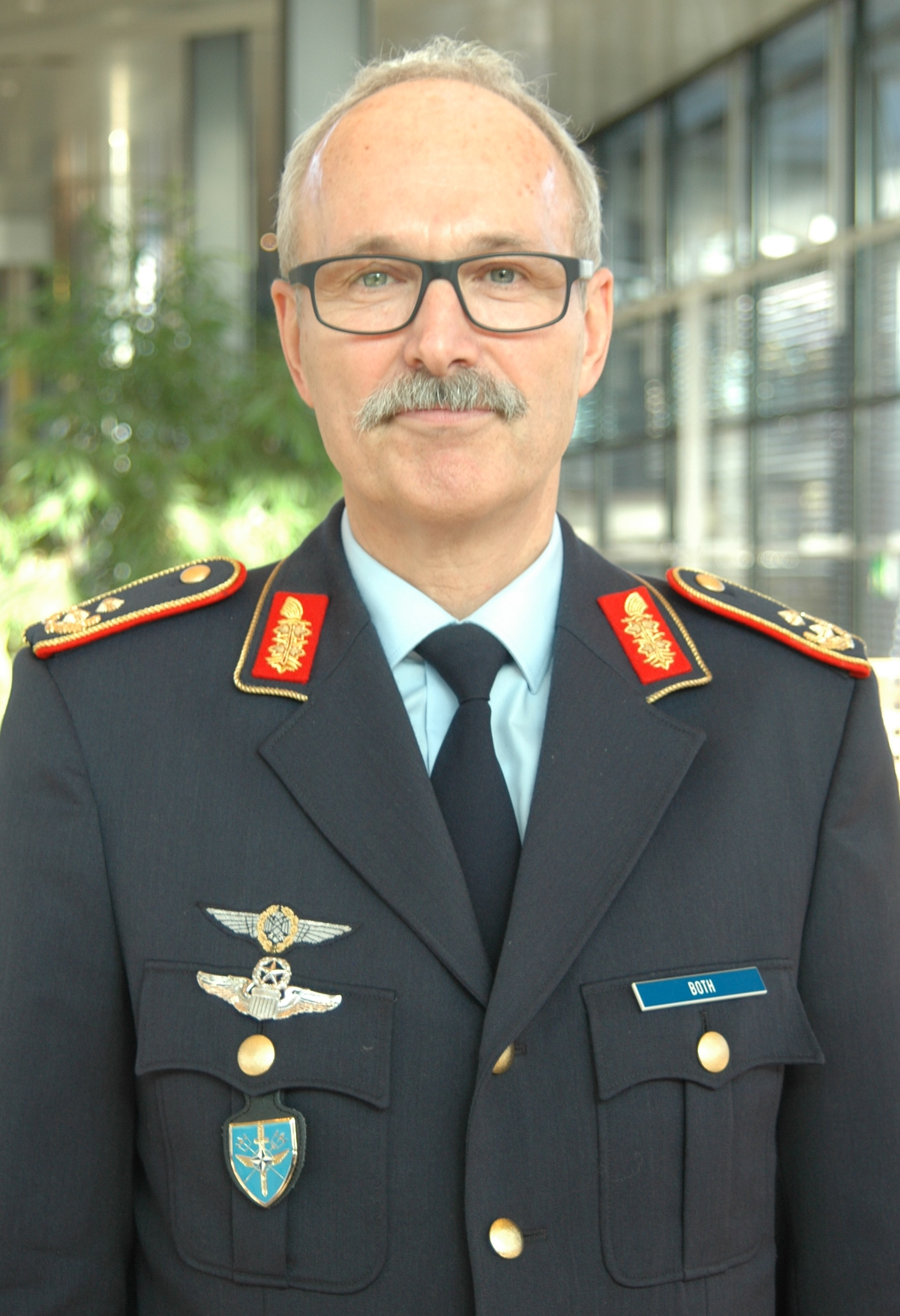
Jochen Both (2014)

Jochen Both (* 1. April 1954 in Brunsbüttelkoog, Schleswig-Holstein) ist ein Generalmajor a. D. der Luftwaffe der Bundeswehr. Er trat zum 1. Juli 2015 in den Ruhestand und war in seiner letzten Verwendung Kommandeur des NATO Airborne Early Warning & Control Force Command am Standort des Supreme Headquarters Allied Powers Europe (SHAPE) in Mons in Belgien.

## Militärische Laufbahn

### Ausbildung und erste Verwendungen
Jochen Both trat 1972 nach seinem Abitur als Offizieranwärter in die Luftwaffe der Bundeswehr ein und absolvierte die Offizierausbildung an der Offizierschule der Luftwaffe (damals) in Neubiberg sowie die fliegerische Auswahlschulung, das sogenannte Screening an der Waffenschule 50 in Fürstenfeldbruck. Es folgte in den USA die Grundausbildung für Piloten in Sheppard Air Force Base, Texas und im direkten Anschluss die Fortgeschrittenenschulung auf dem Flugzeugmuster F-104 G Starfighter auf der Luke Air Force Base, Arizona. Nach erfolgreicher Beendigung der Ausbildungen wurde er ab 1979 als Jagdbomberflugzeugführer beim Jagdbombergeschwader 31 „Boelcke“, stationiert in Nörvenich, eingesetzt. Hier bekleidete er u. a. die Funktionen des Waffeneinsatzoffizier (S3W) der Fliegenden Gruppe sowie die des Einsatzstabsoffiziers der 1. und später der 2. Fliegenden Staffel. In dieser Zeit wurde er 1983 beim Tri-National Tornado Training Establishment auf der Royal Air Force Station in Cottesmore/Großbritannien auf Panavia Tornado umgeschult.
Von 1986 bis 1988 nahm Both am 31. Generalstabslehrgang Luftwaffe an der Führungsakademie der Bundeswehr in Hamburg teil, wo er zum Offizier im Generalstabsdienst ausgebildet wurde. Im Anschluss daran erhielt er eine Verwendung als Dezernatsleiter Einsatz (A3b) in dem Kommando der 3. Luftwaffendivision, das sich zu dieser Zeit in Kalkar am Niederrhein befand, und bekleidete in Personalunion die Funktion eines Senior Plans Officers im kollozierten Allied Tactical Operations Center (ATOC). Es folgte von 1990 bis 1992 eine Verwendung auf der Bonner Hardthöhe in der militärpolitische Stabsabteilung des Führungsstab der Streitkräfte (FüS III 3) als Referent mit Zuständigkeit für die EUROGROUP der NATO sowie für die WEU. Anschließend wurde Both stellvertretender und 1993 Kommandeur der Fliegenden Gruppe des Jagdbombergeschwaders 33 in Büchel. 1994 folgte eine erneute Verwendung auf der Hardthöhe in Bonn im Presse- und Informationsstab des Bundesministeriums der Verteidigung als Sprecher für Luftwaffenangelegenheiten des damaligen Bundesverteidigungsministers Volker Rühe. 1996 übernahm er im selben Stab für ein Jahr die Leitung des Referates Sicherheitspolitik.
An diese Verwendung schloss sich ein weiteres Truppenkommando an, als er 1997 Kommodore des Aufklärungsgeschwaders 51 „Immelmann“ wurde, zu dem neben dem Fliegerhorst in Jagel/Kropp auch die nach dem ehemaligen Verteidigungsminister und schleswig-holsteinischen Ministerpräsidenten Kai-Uwe von Hassel benannten Kaserne gehört. Der mit Aufklärungs-Tornados ausgerüstete Verband bildete zusammen mit Flugzeugen des Jagdbombergeschwaders 32 ab Sommer 1995 das Einsatzgeschwader 1 in Piacenza in Italien. Am 24. März 1999 führte Both dieses Geschwader in die Operation Allied Force gegen die damalige Bundesrepublik Jugoslawien. Es folgte im Jahr 2000 eine Teilnahme an dem 99. Senior Course des NATO Defence College in Rom mit anschließender Versetzung zum strategischen Hauptquartier der NATO in Europa, dem Supreme Allied Command Europe (SHAPE) in der Nähe von Casteau bei Mons in Belgien. Hier war er zuständig für nukleare Konzepte sowie Theater Missile Defence. Danach wurde er 2002 wieder zurück auf die Hardthöhe dieses Mal als Referatsleiter für Konzeption (FüL III 1) in den Führungsstab der Luftwaffe beordert.

### Generalsverwendungen
Bereits im September desselben Jahres wechselte Jochen Both auf den Dienstposten des Kommandeurs der Offizierschule der Luftwaffe in Fürstenfeldbruck. In dieser Funktion erfolgte die Ernennung zum Brigadegeneral. Im Frühjahr 2005 erfolgte erneut der Ruf in das Bundesverteidigungsministerium auf den Dienstposten des Stabsabteilungsleiters III im Führungsstab der Luftwaffe zuständig für Planung, Konzeption und Einsatz.
Am 1. April 2009 übernahm er den Dienstposten des Chef des Stabes des Luftwaffenführungskommandos in Köln/Wahn. Nach dem Luftangriff bei Kundus wurde Both von November 2009 bis Juli 2010 vorübergehend  zum Generalmajor ernannt und nahm am Afghanistan-Einsatz der NATO teil als der für alle ISAF-Luftoperationen zuständige Deputy Chief of Staff des ISAF Joint Commands in Kabul.
Nach Rückkehr übernahm er am 16. August 2010 als erster Kommandeur das Europäische Lufttransportkommando am Standort Eindhoven in den Niederlanden. Dieses Kommando leistete 2011 einen wesentlichen Beitrag bei der Evakuierung deutscher Staatsbürger aus Libyen und im weiteren Verlaufe der Versorgung der belgischen, französischen und niederländischen Truppen, die im Rahmen des Internationalen Militäreinsatzes in Libyen eingesetzt waren.Beleg? Ab dem 1. August 2012 befehligte Both die NATO Airborne Early Warning&Control Force am Standort des Supreme Headquarters Allied Powers Europe in der Nähe von Mons, bevor er zum 1. Juli 2015 in den Ruhestand trat.
Er ist verheiratet und Vater von zwei Kindern.

## Auszeichnungen
Am 19. Januar 2001 wurde Both das Verdienstkreuz am Bande des Verdienstordens der Bundesrepublik Deutschland verliehen. Am 12. Oktober 2012 wurde er zum Offizier des französischen Ordre national du Mérite ernannt.